# Hiruma Kenpachi
Hiruma Kenpachi (jap. 比留間 賢八; * 19. April 1864 in der Präfektur Tokio; † 15. April 1936) war ein japanischer Mandolinen- und Gitarrenspieler und Musikpädagoge. Seine Tochter Hiruma Kinuko (1914–2002) war ebenfalls Mandolinenspielerin.

## Leben
Hiruma Kenpachi wurde 1883 bis 1887 an der Musikforschungsstelle, einer Vorläuferorganisation des „Konservatoriums Tokio“ (東京音楽学校, heute: Hochschule der Künste Tokio) als Cellist ausgebildet. Nach seiner Ausbildung ging er als Auslandsstudent zunächst nach New York und studierte ab 1889 zwei Jahre lang in Europa. 1898 reiste er erneut nach Deutschland und Italien, um klassische Gitarre und Mandoline zu lernen. Als er 1901 nach Japan zurückkehrte, nahm er Instrumente mit und eröffnete ein Gitarren- und Mandolinenseminar. Er gilt daher als Begründer des Mandolinen- und Gitarrenspiels in Japan. Zu seinen Schülern zählten Saitō Hideo (1902–1974), Tokugawa Yoshichika, der Komponist und Dirigent Takei Morishige und Hijikata Yoshi.
Kenpachi Hiruma starb 1936 im Alter von 71 Jahren.

## Werke
- 1903: マンドリン教科書 (etwa: „Mandolinen-Lehrbuch“, Online, japanisch)
- 1910: マンドリン独習 (etwa: „Mandoline zum Selbststudium“, Online, japanisch)